# Edmund Malinowski
Edmund Malinowski ps. „Mundek” (ur. 8 listopada 1898 w Kiwercach, zm. 5 czerwca 1980 w Gdyni-Redłowie) – nauczyciel, żołnierz, powstaniec.

## Dzieciństwo i młodość
Edmund Malinowski urodził się 8 listopada 1898 w Kiwercach (pow. Łuck, woj. wołyńskie). Tam też uczęszczał do 3 klasowej rosyjskiej szkoły podstawowej (1905–1908), a następnie do rosyjskiego gimnazjum humanistycznego w Łucku (1908–1915). W latach 1915–1917 do szkoły w Humaniu (obw. czerkaski), gdzie uzyskał maturę.

## I wojna światowa
W 1917 r. został powołany do wojska carskiego i walczył w Karpatach. W pierwszej połowie 1917 r. zaciągnął się do Dywizji Strzelców Polskich i tam ukończył szkołę podoficerską otrzymując stopień praporszczyka (ros. пра́порщик – chorąży). Po zajęciu na przełomie 1917/1918 r. tamtejszych terenów przez Armię Czerwoną, dostał się do niewoli bolszewickiej, skąd udało mu się uciec i zaciągnąć się do I Korpusu Polskiego gen. Dowbora-Muśnickiego.

## Lata 1918–1939
Po rozwiązaniu I Korpusu Polskiego gen. Dowbora-Muśnickiego w połowie 1918 r. wrócił na Wołyń. Po odzyskaniu przez Polskę niepodległości w 1919 r. został powołany do służby w Wojsku Polskim, gdzie służył w stopniu sierżanta. Brał udział w walkach z bolszewikami w 2 kolumnie samochodowej, plutonie pancerno-motorowym, w którego skład wchodził między innymi samochód pancerny Garford-Putilov „Dziadek”, zdobyty na bolszewikach. Po zakończeniu wojny polsko-bolszewickiej Edmund Malinowski brał jeszcze udział w III powstaniu śląskim, jako łącznik. Po zakończeniu powstania śląskiego został oddelegowany do pracy w policji, w Warszawie przy ul Hożej 30. Tam miał wypadek samochodowy i został zwolniony. Wrócił na Wołyń, gdzie krótko pracował w Urzędzie Skarbowym w Równem. W tym czasie ukończył kurs nauczycielski i od końca 1921 r. pracował jako nauczyciel i kierownik w szkołach powszechnych: w Hubinie (gm. Kisielin, pow. Łuck), Rudni (gm. Rożyszcze, pow. Łuck) w Sokólu (gm. Rożyszcze, pow. Łuck), biorąc czynny udział w pracach Związku Nauczycielstwa Polskiego Szkół Powszechnych. W 1927 roku ukończył 6 miesięczny kurs dla oficerów rezerwy we Włodzimierzu Wołyńskim otrzymując (nostryfikując) stopień sierżanta. Na początku 1931 r. przeniósł się z Kiwerc do Warszawy.
Przez kilka miesięcy pracował jako kierownik ogródka jordanowskiego w Warszawie, potem jako wychowawca w domu poprawczym przy ulicy Jagiellońskiej. Następnie w końcu 1931 r. podjął pracę jako wychowawca i nauczyciel w Instytucie Głuchoniemych i Ociemniałych przy Placu Trzech Krzyży. Tam też nauczył się języka migowego. W 1933 r. wziął ślub z Marią Gądzyńską. W 1935 r. ukończył 6 miesięczny Kurs Opieki Społecznej nad Dziećmi „Wszechnica”. Do 1938 roku mieszkał w Warszawie przy ulicy Książęcej 7, potem dostał mieszkanie w tzw. „Domku Ogrodnika” na terenie Instytutu Głuchoniemych i Ociemniałych przy pl. Trzech Krzyży 4/6.

## II wojna światowa
W 1939 r. został powołany do wojska, gdzie służył jako sierżant – dowódca plutonu w Kolumnie Samochodowej Naczelnego Wodza. Dnia 20 września dostał się do niewoli niemieckiej i przebywał w jenieckim obozie przejściowym w Terespolu nad Bugiem, skąd w styczniu 1940 r. uciekł i wrócił do Warszawy.
Podczas okupacji pracował jako wychowawca i nauczyciel w Instytucie Głuchoniemych i Ociemniałych na pl. Trzech Krzyży. W 1940 r. wstąpił do Związku Walki Zbrojnej (ZWZ) potem do Armii Krajowej (AK). W swoim mieszkaniu w „Domku Ogrodnika” na terenie Instytutu Głuchoniemych prowadził tajne szkolenia wytypowanych grup głuchoniemych między innymi w posługiwaniu się bronią, tam też przyjmował przysięgi nowo wstępujących członków do AK.
W powstaniu warszawskim walczył pod pseudonimem „Mundek”, jako st. sierżant, potem, jako podporucznik. Był dowódcą II (1107) plutonu, 3 kompanii kpt. „Redy”, batalionu mjr. „Miłosza”, zgrupowania ppłk. „Sławbora”, Śródmieście – Południowe. Pod jego dowództwem pluton głuchoniemych brał udział między innymi w zdobyciu „Soldatenheim” (Domu Żołnierza), mieszczącego się w Gimnazjum im. Królowej Jadwigi, zdobyciu budynku YMCA i wielu starciach z Niemcami podczas pełnienia funkcji wartowniczych.
Po upadku powstania warszawskiego Edmund Malinowski wraz z grupą głuchoniemych poszedł do niewoli i do końca wojny przebywał w Oflagu X C w Lubece, numer jeniecki 224860. Po wyzwoleniu oflagu przez wojska angielskie przebywał czasowo w obozie przejściowym w Oberlangen (Stalag VI C).

## Lata 1945–1980
W 1945 r. wrócił do Polski i zamieszkał na Wybrzeżu w wynajętym mieszkaniu. W końcu 1945 r. objął gospodarstwo ogrodnicze w Gdańsku – Oliwie, przy ul. Opackiej 8 gdzie wraz z żoną zajmował się hodowlą kwiatów i uprawą warzyw.
Od 1945 r. do marca 1954 r. Edmund Malinowski był zarządcą cmentarza w Gdańsku Oliwie przy ul. Opackiej. Po osiągnięciu wieku emerytalnego w 1964 r. przeszedł na emeryturę. Po śmierci żony w 1978 r. schorowany przeniósł się do Państwowego Domu Rencistów w Gdyni-Redłowie, gdzie umarł 5 czerwca 1980 r. Został pochowany na cmentarzu Gdynia-Witomino, sektor 59, rząd 6, grób 2.

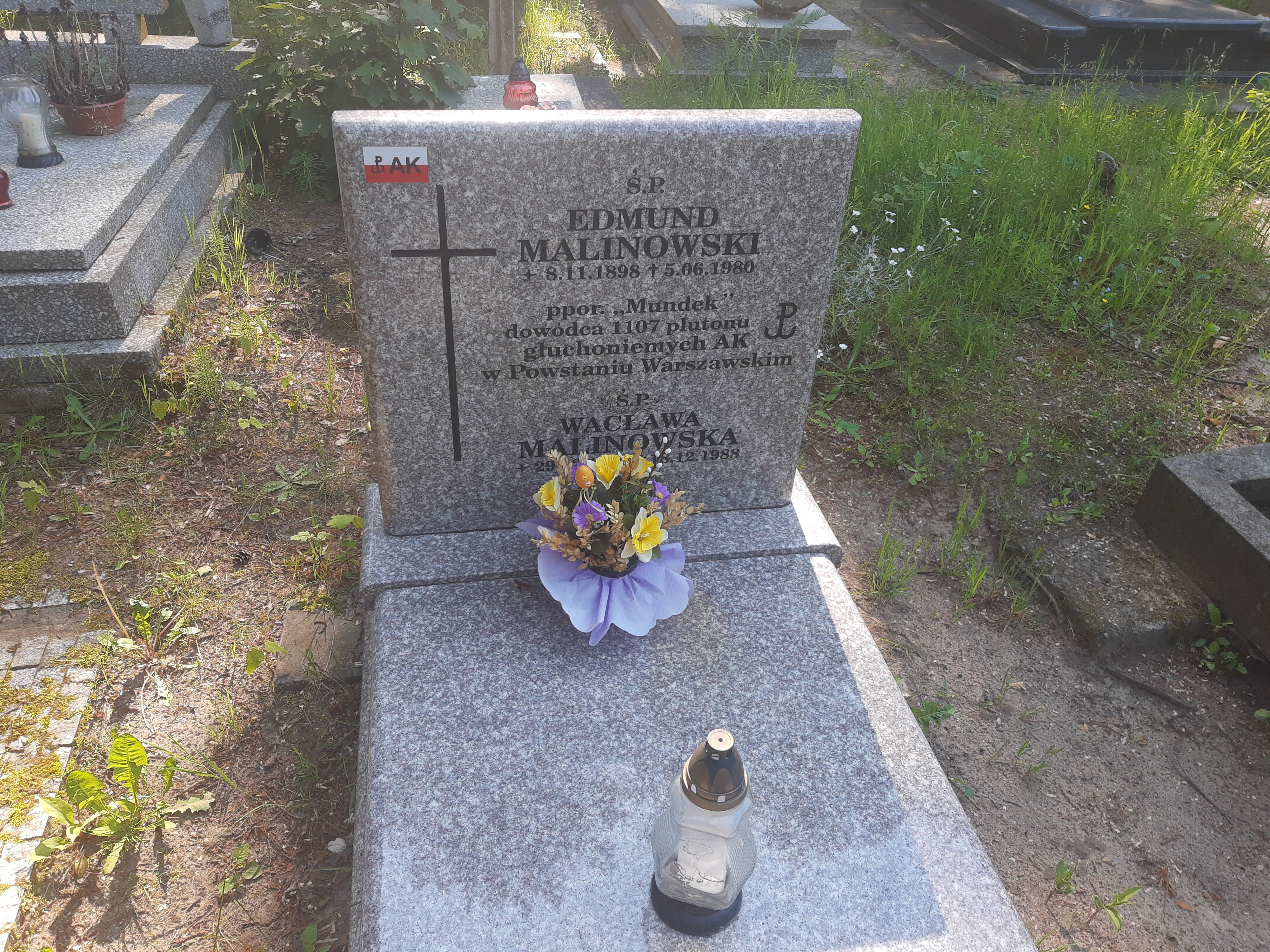
Grób Edmunda Malinowskiego na cmentarzu Witomińskim

## Ordery i odznaczenia
Odznaczenia ppor. Edmunda Malinowskiego:
- Krzyż Walecznych nr 4, nadany dnia 29. VIII 1944 r.
- Medal za Zwycięstwo nr 0975530, nadany dnia 8 V 1946 r.
- Odznaka Grunwaldzka nr.104568, nadana dnia 30 IX 1946 r.
- Medal za Warszawę nr 054719, nadany dnia 9 V 1947 r.
- Medal Zwycięstwa i Wolności nr 48828, nadany dnia 9 V 1947 r.

## Upamiętnienie
W 2024 powstał film dokumentalny „…W sercu, w ogniu, w ciszy. Historia Edmunda Malinowskiego – dowódcy Plutonu Głuchoniemych AK”. Premiera odbyła się 13 marca w centrum edukacyjnym IPN Przystanek Historia w Warszawie. 